# Медник мангровий
Медник мангровий (Gavicalis fasciogularis) — вид горобцеподібних птахів родини медолюбових (Meliphagidae).

## Поширення
Ендемік Австралії. Поширений у мангрових лісах вздовж східного узбережжя від міста Таунсвіль у Квінсленді до міста Порт-Маккері на півночі штату Новий Південний Уельс.

## Систематика
Вид був включений у рід медник (Lichenostomus). У 2011 році, згідно з молекулярний філогенетичним аналізом, вид перенесено у рід Gavicalis.